# Myosorex sclateri
Myosorex sclateri är en däggdjursart som beskrevs av Thomas och Harold Schwann 1905. Myosorex sclateri ingår i släktet Myosorex och familjen näbbmöss. Inga underarter finns listade i Catalogue of Life.
Denna näbbmus förekommer i östra Sydafrika i provinsen KwaZulu-Natal. Den lever nära vattenansamlingar i skogar nära kusten, i gräsmarker, i träskmarker och i områden med bladvass.
Myosorex sclateri blir 81 till 114 mm lång (huvud och bål), har en 46 till 57 mm lång svans, 13 till 18 mm långa bakfötter och 8 till 11 mm långa öron. Ovansidan är täckt av rödbrun till svartbrun päls och på undersidan förekommer gulbrun päls. Svansen är brun och vissa exemplar har en lite ljusare undersida. Artens bakfötter är bruna till svartbruna. Myosorex sclateri skiljer sig från Myosorex cafer genom en avvikande karyotyp.
Beståndet hotas av skogarnas omvandling till kulturlandskap och av intensivt bruk av betesmarker. Även bränder påverkar populationen negativ. Det lämpliga habitatet minskar. IUCN kategoriserar arten globalt som sårbar.